# Justin de Vos
Justin de Vos (12 november 1998) is een Nederlands voetballer van Curaçaose afkomst die als verdediger speelt.

## Carrière
Justin de Vos maakte zijn debuut voor Achilles '29 op 21 oktober 2016, in de met 2-0 verloren uitwedstrijd tegen RKC Waalwijk. Hij kwam in de 37e minuut in het veld voor Sebastiaan Bökkerink. Vanaf het seizoen 2018/19 speelt hij voor FC Lienden. Nadat FC Lienden bekend maakte uit de competitie te stappen, vertrok De Vos in januari 2019 naar EVV Eindhoven.

### Statistieken
| Seizoen                     | Club           | Land           | Competitie     | Competitie | Competitie | Beker | Beker | Totaal | Totaal |
| Seizoen                     | Club           | Land           | Competitie     | Wed.       | Dlp.       | Wed.  | Dlp.  | Wed.   | Dlp.   |
| --------------------------- | -------------- | -------------- | -------------- | ---------- | ---------- | ----- | ----- | ------ | ------ |
| 2016/17                     | Achilles '29   | Nederland      | Eerste divisie | 2          | 0          | 0     | 0     | 2      | 0      |
| 2017/18                     | Achilles '29   | Nederland      | Tweede divisie | 15         | 0          | 0     | 0     | 15     | 0      |
| 2018/19                     | FC Lienden     | Nederland      | Tweede divisie | 5          | 1          | 0     | 0     | 5      | 1      |
| Carrièretotaal              | Carrièretotaal | Carrièretotaal | Carrièretotaal | 22         | 1          | 0     | 0     | 22     | 1      |
| Bijgewerkt op 10 maart 2019 |                |                |                |            |            |       |       |        |        |